# Heinrich Camerarius

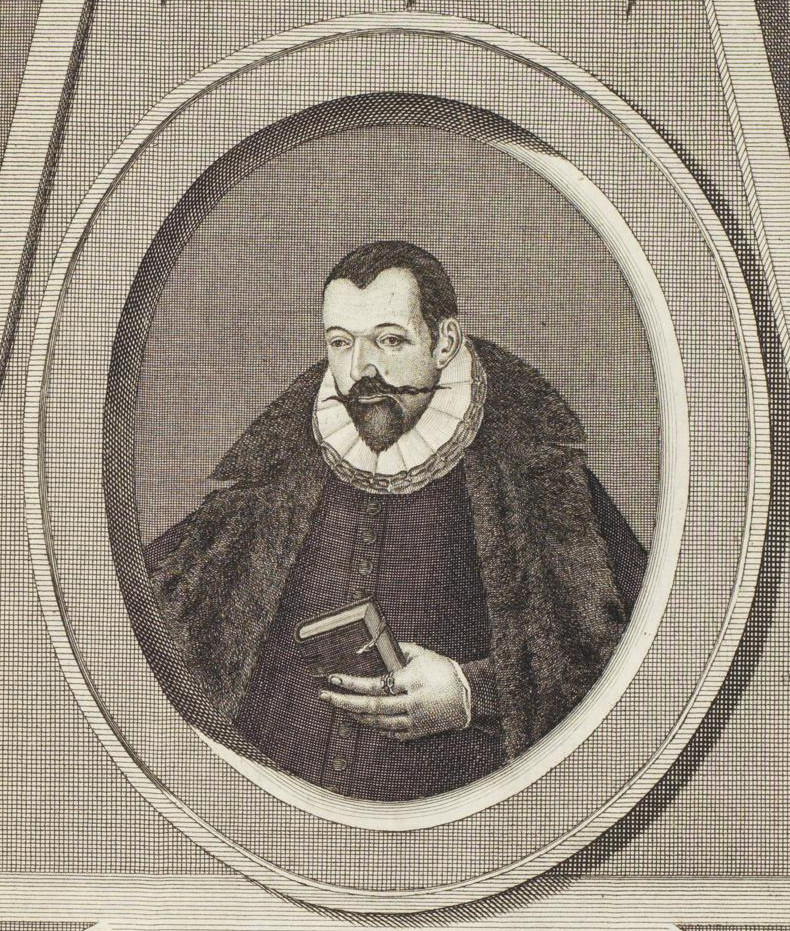
Heinrich Camerarius

Heinrich Camerarius, auch Henricus Camerarius (* 1547 in Braunschweig als Heinrich Kemmer; † 11. Februar 1601 bei Gieseritz), war ein deutscher Rechtsgelehrter.

## Leben
Heinrich Camerarius war der Sohn des Braunschweiger Kaufmanns Hans Kemmer († 1549) und dessen Frau Kunigunde, geb. Pelt. Er wurde in Braunschweig von Joachim Mörlin unterrichtet und begann 1566 ein Studium an der Universität Wittenberg. Bereits nach zwei Monaten wechselte er an die Universität Rostock. Dort wurde er 1570 zum Magister und 1574 zum Lizenziat der Rechte promoviert. Er wurde zum Syndikus der Hansestadt Rostock und 1578 zum ordentlichen Professor der Rechte an der Universität ernannt. Seine Promotion zum Doktor der Rechte erfolgte am 13. August 1579. Er hielt Vorlesungen über das lübische Recht und dessen Modifikationen in Rostock. Camerarius vertrat in seinen Schriften über das römische Recht die humanistischen Auffassungen von Jacques Cujas. In den Jahren 1583, 1589 und 1595 war er Rektor der Universität.
Die Stadt Rostock entsandte ihn nach Schweden (1587), zu den Hansetagen nach Lübeck und den Landtagen des Herzogtums Mecklenburg. Er war Rat des Herzogs Ulrich von Mecklenburg, der Herzöge Bogislaw XIII. und Philipp II. von Pommern, der Fürsten von Lüneburg und des Herzogs Franz von Sachsen-Lauenburg. Eine Berufung zum Syndikus nach Braunschweig 1588 lehnte er ab, wirkte aber im Oktober 1600 an einem Vergleich zwischen der Stadt und dem Herzog Heinrich Julius von Braunschweig-Wolfenbüttel mit. 
Heinrich Camerarius starb 1601 während einer Reise bei der Rückkehr von Salzwedel nach Rostock in der Nähe von Gieseritz und wurde in Rostock begraben. Er war seit 1575 mit Margarete Dobbin (1554–1626) verheiratet. Ihre Tochter Margarethe heiratete den Rechtsgelehrten Martin Chemnitz (1561–1627).